# Agimi
Agimi var en albanskspråkig tidskrift med samhälleliga, litterära och pedagogiska teman samt satir. Första numret utkom i maj månad 1919 och inalles utgavs 36 nummer fram till 1922. Redaktörer som bidrog var berömda kulturpersonligheter i Albanien, bland andra H. Mosi, M. Logoreci, L. Skëndo. Den utgav också delar av verk av albanologer.